# Mravenčan amonný
Mravenčan amonný (HCOONH4, systematický název methanoát amonný) je amonná sůl kyseliny mravenčí. Je to bezbarvá, hygroskopická, krystalická pevná látka.

## Použití
Hlavním průmyslovým využití mravenčanu amonného je tepelný rozklad na formamid a vodu. Reakcí mravenčanu amonného se zředěnou kyselinou lze získat kyselinu mravenčí.
Mravenčan amonný také slouží k reduktivní aminaci aldehydů a ketonů (Leuckartova reakce):